# 올리비아 루카르디
올리비아 루카르디(Olivia Luccardi, 1989년 5월 17일 ~ )는 미국의 배우, 프로듀서이다.

## 출연 작품
- 머니 몬스터 - 알렌 역
- 비엔나 앤 더 팬덤즈 - 레베카 역
- 퍼슨 투 퍼슨
- 원 퍼센트 모어 휴미드
- 드렁크 페어런츠
- 애프터 에브리씽
- 나이트 오브 워킹데드

### 드라마
- 더 듀스 (HBO, 미국)